# Ironmen du New Jersey
Les Ironmen du New Jersey (en anglais : New Jersey Ironmen) sont une équipe professionnelle de football en salle, basée à Newark dans l'État du New Jersey. L'équipe est fondée en 2007 et elle évolue dans la Major Indoor Soccer League. L'équipe joue dans le nouveau Prudential Center avec les Devils du New Jersey.
Lors de la saison 2008-09, les Ironmen jouent dans la Xtreme Soccer League (XSL) et terminent à la deuxième place. Le 3 juillet 2009, la XSL annonce qu'elle suspend ses opérations pour un an.

## Palmarès
- Champion MISL (0) : Néant

- Titres de division (0) : Néant

## Saison par saison
| Année   | Ligue   | Saison rég.    | Playoffs                                                       | Affluence moyenne |
| ------- | ------- | -------------- | -------------------------------------------------------------- | ----------------- |
| 2007-08 | MISL II | 6e MISL, 14–16 | Défaite en quarts-de-finale contre Baltimore Blast 10–22 ; 4–6 | 4 965             |
| 2008-09 | XSL     | 2e XSL, 11–9   | Pas de playoffs                                                | 3 051             |

## Entraîneurs
- Omid Namazi (2007-présent)